# Ригенза Нортгеймська
Ригенза Нортгеймська (нім. Richenza von Northeim; бл. 1087/1089 — 1141) — графиня Нортгейма з 1116 року, графиня Брауншвейга з 1117 року, герцогиня Саксонії 1106—1137 рр., королева Німеччини у 1125—1137 рр., імператриця Священної Римської Імперії 1133—1137 рр., дружина імператора Лотара II, старша дочка графа Нортгейма Генріха Товстого та Гертруди Брауншвейзької.